# Consuelo Schuster
Consuelo Schuster Picó (Santiago, Chile ;24 de septiembre de 1986) es una cantante y compositora chilena. Se ha presentado en distintos festivales musicales del país y recibió el Premio Pulsar 2017 como Mejor Artista Balada.

## Carrera
Estudió canto en la Escuela Moderna Música y Danza. Su carrera despegó cantando ante 25 mil personas junto al grupo La Fem, con el guitarrista Sebastián Palacios, y el pianista Patricio Meneses en el Festival de Viña del Mar 2005 y siguió luego en clubes pequeños como solista o junto a sus grupos mucho más vinculada a las voces del pop-jazz.
En 205 se integró al grupo jazz-funk Vandá y para 206 ya figuraba reclutada por el pianista Ariel Pino en el personal de voces de Alüzinati. Junto al bajista Roberto Trujillo y el productor Jaime Ciero, preparó la salida de su debut, Besas tan mal (2008), un disco de canciones sexies y frontales de rock, pop y bases electrónicas. Bajo el nombre artístico "May" Schuster, dieciocho meses después firmó contrato con el sello Feria Music y así reactivó ese material, ahora con el nombre de No esperaré más (2009), que fue presentado oficialmente en vivo en enero de 2010.
Tres años después, publicó un siguiente álbum, más equilibrado en la propuesta de música pop, con algunos guiños al folk, y nuevamente producido por Trujillo. Caminante se llamó este trabajo, que incluyó un cover del clásico de Jeanette (“Por qué te vas”), y le permitió difusión radial.
El 2014 tuvo nuevamente un nuevo acercamiento al jazz. Se convirtió en la cantante del Ángel Parra Trío, en un experimento contemporáneo y vanguardista diseñado por el guitarrista Ángel Parra para canciones como «Maldigo del alto cielo», «En los jardines humanos» y la insondable «El Gavilán». Así mismo colaboró con la banda de metal progresivo Delta, y con la fusión ecléctica de Mediabanda.
Realizó una grabación junto al legendario Valentín Trujillo, con quien repasó clásicos del jazz, además tangos y boleros, mostrando su enorme versatilidad en el oficio musical. En 2015 regresó a su camino solista y entre Miami y Santiago registró un nuevo disco, titulado Esta Vez, fundamentalmente de canciones de amor de estilo pop romántico, con temas propios y ajenos. También incluye «Aquí Me Tienes», una canción trabajada con el prestigioso compositor Tommy Torres, que alcanzó el primero puesto en las listas de Puerto Rico.
En enero de 2017 fue invitada al Festival del Huaso de Olmué, y un mes más tarde fue parte del elenco de voces femeninas que homenajeó el centenario de Violeta Parra en la obertura del Festival de Viña del Mar, el mismo año gana el premio "Mejor Artista Balada" en los Premios Pulsar 2017. Un año más tarde vuelve a llevar su música a Puerto Rico junto a Jowell & Randy, con el remix de su canción «Dale».
En mayo de 2018 se convirtió en jurado en el regreso del programa Rojo, el color del talento de TVN, convirtiéndose en una de las más queridas del espacio. En septiembre del mismo año, Schuster decide no continuar en la segunda temporada para concentrarse en su carrera musical.

## Vida personal
Es hija de Augusto Schuster, músico de la segunda época de Los Huasos Colchagüinos, y hermana mayor de Augusto Schuster. Su pareja es el bajista y productor Roberto Trujillo, quien es nieto del pianista Valentín Trujillo.

## Discografía
| Álbumes de estudio - Caminante (2013) - Valentín Trujillo & Consuelo Schuster (2015) - Esta Vez (2016) | Álbumes de estudio (como May Schuster) - No Esperaré Más (2009) |

EP
- Pa' tu corazón

### Sencillos
| Año  | Sencillo                               | Álbum       |
| ---- | -------------------------------------- | ----------- |
| 2013 | «Caminante»                            | Caminante   |
| 2015 | «Por qué te vas»                       | Caminante   |
| 2015 | «Tu carta»                             | Caminante   |
| 2016 | «Aqui me tienes»                       | Esta Vez    |
| 2016 | «Después del adiós                     | Esta Vez    |
| 2016 | «Estar contigo»                        | Esta Vez    |
| 2016 | «Don Diablo»                           | Sin álbum   |
| 2017 | «Lo siento» (con Andrés de León)       | Sin álbum   |
| 2018 | «Aléjate de mí»                        | Sin álbum   |
| 2018 | «Lo que fue»                           | Esta Vez    |
| 2018 | «Dale (Remix)» (con Joweel & Randy)    | Sin álbum   |
| 2019 | «Tú»                                   | Esta Vez    |
| 2020 | «Después del adiós» (versión acústica) | Sin álbum   |
| 2020 | «Carnaval» (con Lucybell)              | Mil caminos |

## Programas de televisión
| Año       | Programa                   | Rol                    | Canal        |
| --------- | -------------------------- | ---------------------- | ------------ |
| 2011      | La Dieta del Lagarto       | Cantante               | TVN          |
| 2011-2012 | Factor X                   | Vocal coach            | TVN          |
| 2012      | El Mejor de Chile          | Vocal coach            | TVN          |
| 2015      | The Voice Chile            | Vocal coach            | Canal 13     |
| 2018      | Rojo, El Color del Talento | Jurado                 | TVN          |
| 2019      | Premios Tu Música Urbano   | Presentadora categoría | Telemundo PR |
| 2022      | Teletón 2022               | Mesa digital           | ANATEL       |

## Musicales
| Año  | Obra            | Personaje | Ref.   |
| ---- | --------------- | --------- | ------ |
| 2011 | El Mago de Oz   | Dorothy   | [ 10 ] |
| 2018 | Tar, El Musical | Kala      | [ 11 ] |

## Premios y nominaciones
| Año  | Premios        | Categoría            | Trabajo  | Resultado | Ref.   |
| ---- | -------------- | -------------------- | -------- | --------- | ------ |
| 2017 | Premios Pulsar | Artista del Año      | Esta Vez | Nominada  | [ 12 ] |
| 2017 | Premios Pulsar | Álbum del Año        | Esta Vez | Nominada  | [ 12 ] |
| 2017 | Premios Pulsar | Mejor Artista Balada | Esta Vez | Ganadora  | [ 12 ] |